# Le Lion-d'Angers
Le Lion-d'Angers è un comune francese di 3 716 abitanti situato nel dipartimento del Maine e Loira nella regione dei Paesi della Loira. Già Lion-d'Angers, il 1º gennaio 2016 ha accorpato il comune di Andigné assumendo l'attuale denominazione.

## Società

### Evoluzione demografica
Abitanti censiti